# Atak (Jemen)
Atak (ar. عتق ʿAtaq) – miasto w Jemenie, stolica muhafazy Szabwa. W 2004 roku liczyło ok. 20 tys. mieszkańców.
Miasto położone jest w środkowej części kraju, 458 km na południowy zachód od stołecznej Sany, na wysokościach wahających się między 1120 a 1190 m n.p.m. (ze średnią wysokością 1146 m n.p.m.).
W miejscowości zlokalizowane jest muzeum. Atak jest obsługiwane przez port lotniczy Atak.
24 maja 1994 zostało zajęte przez wojska Jemenu Północnego.